# David Friedrich Alberti
David Friedrich Alberti (* 1731; † nach 1805) war Departementsrat in Preußen.

## Leben

### Familie
David Friedrich Alberti war der Sohn eines königlichen Amtmannes.
Er war verheiratet mit Heinrietta Sophie, geb. Haacke, die einzige Tochter des Kaufmanns Caspar Adolph Haacke († 1754) aus Stargard.

### Werdegang
David Friedrich Alberti immatrikulierte sich am 9. September 1748 an der Universität Frankfurt an der Oder und wechselte am 14. Oktober 1749 an die Universität Halle. Nachdem er sein Studium 1752 beendet hatte, trat er als Auditeur und später als Regimentsquartiermeister in das preußische Heer ein und diente bis Ende 1767; in dieser Zeit nahm er im Regiment Fürst Moritz und zuletzt im Regiment von Ploetz am Siebenjährigen Krieg teil.
Mit der Ordre vom 30. Juni 1769 wurde dem Vorschlag des Kammerpräsidenten Hans Friedrich von Schöning gefolgt und David Friedrich Alberti wurde als Nachfolger des abgelösten Heinrich Rüdiger Culemann (1714–1788) zum Kriegs- und Domänenrat und zum Steuerrat in Coeslin ernannt, nachdem er zuvor vom Minister Friedrich Wilhelm von Derschau über seine kameralistischen Kenntnisse geprüft und für geeignet befunden worden war; im Laufe der Zeit stand er unter anderem den Städten Colberg, Coeslin und Belgard vor.
Er hatte 1798 seinen Wohnsitz in Stolp und war nach der Auflösung der Kammerdeputation in Coeslin nicht direkt in das Stettiner Kollegium eingerückt, sondern versah als Departementsrat vor Ort die Geschäfte von sechs großen hinterpommerschen Ämtern.
Ende 1801 ging er mit 70 Jahren nach 49 Dienstjahren, davon 34 bei der Kriegs- und Domänenkammer, in Pension.
In der Konduitenliste (Führungszeugnis von Beamten und Offizieren) von 1805 wurde David Friedrich Alberti noch erwähnt und war danach im Oktober 1801 in Rügenwalde durch einen Schlaganfall gelähmt worden.

## Nachlass
Das am 7. Februar 1769 errichtete Testament von David Friedrich Alberti befindet sich in den Testamentsakten des Kammergerichts Berlin im Brandenburgischen Landeshauptarchiv in Potsdam. Es wurde am 13. Juli 1841 eröffnet, nachdem „weder die Publication nachgesucht, noch von dem Leben oder dem Tode des Testators etwas Zuverlässiges bekannt geworden“ war.